# Crassicaudinae
Die Crassicaudinae sind eine Unterfamilie der Rollschwänze mit 13 Arten. Sie sind Parasiten bei Walen, bei denen sie verschiedene Gewebe besiedeln.

## Merkmale
Crassicaudinae haben die Merkmale der Tetrameridae. Der verengte Hinterleib der Weibchen entsteht durch einfache Verschmälerung. Ein Sexualdimorphismus ist kaum auszumachen.

## Systematik
Zur Unterfamilie gehören zwei Gattungen:
- Crassicauda Leiper & Atkinson, 1914
- Placentonema Gubanov, 1951